# بکه (آماسیه)
بکه (به ترکی استانبولی: Beke) یک منطقهٔ مسکونی در ترکیه است که در آماسیه واقع شده‌است.